# Vladimir Polkovnikov
Vladimir Polkovnikov (russisk: Влади́мир Ива́нович Полко́вников) (født 10. juni 1906 i Terjajeva Sloboda i Russiske Kejserrige, død 21. august 1982 i Moskva i Sovjetunionen) var en sovjetisk filminstruktør.

## Filmografi
- Zakoldovannyj maltjik (Заколдованный мальчик, 1955)[1][2]